# Trehörningen (Bjurholms socken, Ångermanland, 709154-163618)
Trehörningen är en sjö i Bjurholms kommun i Ångermanland och ingår i Lögdeälvens huvudavrinningsområde. Sjön har en area på 0,116 kvadratkilometer och ligger 320,1 meter över havet. Sjön avvattnas av vattendraget Karlsbäcken.

## Delavrinningsområde
Trehörningen ingår i det delavrinningsområde (709116-163618) som SMHI kallar för Utloppet av Sexvattnet. Medelhöjden är 343 meter över havet och ytan är 2,56 kvadratkilometer. Det finns inga avrinningsområden uppströms utan avrinningsområdet är högsta punkten. Karlsbäcken som avvattnar avrinningsområdet har biflödesordning 2, vilket innebär att vattnet flödar genom totalt 2 vattendrag innan det når havet efter 87 kilometer. Avrinningsområdet består mestadels av skog (80 procent). Avrinningsområdet har 0,35 kvadratkilometer vattenytor vilket ger det en sjöprocent på 13,5 procent.